# 4e Groupe-brigade mécanisé du Canada
Le 4e Groupe-brigade mécanisé du Canada, abrégé en 4e GBMC, (4 Canadian Mechanized Brigade Group en anglais) était une formation du Commandement mobile, de nos jours l'Armée canadienne, des Forces canadiennes. Il faisait partie de la formation européenne connue sous le nom de Forces canadiennes Europe (en).

## Historique

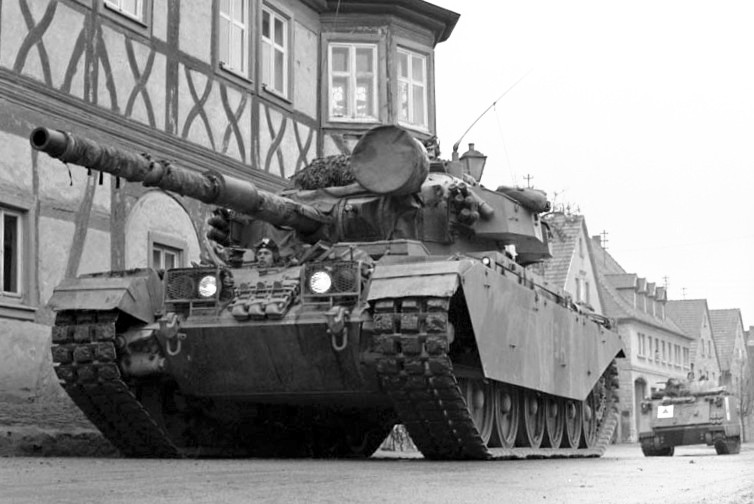
Un char Centurion du 4e GBMC près de Lahr en 1973

Dans le cadre de son engagement dans l’OTAN, en novembre 1951, pour la troisième fois en moins de quarante ans, des troupes canadiennes s’installent en Europe, il s'agit la 27e brigade d'infanterie canadienne créée le 4 mai 1951 qui comptera 6 670 soldats en 1952 qui font partie des 10 000 militaires basés en Allemagne de l’Ouest à cette date. La 1re brigade d’infanterie canadienne la remplace entre 1953 et 1957 où elle rentre au Canada.
La brigade a d'abord été créée sous le nom de 4e Groupe-brigade d'infanterie du Canada, abrégé en 4e GBIC dont le siège se trouve à Soest en Rhénanie du Nord-Westphalie et il est rattaché à l'armée britannique du Rhin.
Elle alors organisée encaserné ainsi : 
- Soest - Quartier général de brigade avec un bataillon d'infanterie et unités de service
- Hemer - un bataillon d'infanterie et un régiment d'artillerie
- Werl - un bataillon d'infanterie, un régiment du génie et une unité d'ambulance de campagne
- Iserlohn - un régiment blindé

Ses principales unités de combat effectué une rotation tous les trois ans.
En 1962, elle est renforcée par une troupe de reconnaissance d'hélicoptères opérant neuf hélicoptères CH-112 Nomadd (variante canadienne de l'hélicoptère d'observation américain Hiller OH-23 Raven).
Elle adopta son nom de 4e Groupe-brigade mécanisé le 1er mai 1968, subit de fortes coupes dans les effectifs passant à moins de 3 000 membres et fut déplacée sur la base des Forces canadiennes Lahr, dans le sud de l'Allemagne, près de la base aérienne de Baden, dépendant alors en cas de guerre du Central Army Group.

## Liste des unités ayant servi sous le4eGBIC/4eGBMC
[réf. nécessaire]
| Nom                                                               | Années                     |
| Blindé                                                            | Blindé                     |
| ----------------------------------------------------------------- | -------------------------- |
| The Royal Canadian Dragoons                                       | 1957 à 1959 et 1970 à 1987 |
| Lord Strathcona's Horse (Royal Canadians)                         | 1966 à 1970                |
| 8th Canadian Hussars (Princess Louise's)                          | 1960 à 1964 et 1987 à 1993 |
| The Fort Garry Horse                                              | 1962 à 1966                |
| Infanterie                                                        |                            |
| 1er Bataillon, The Canadian Guards                                | 1959 à 1962                |
| 2e Bataillon, The Canadian Guards                                 | 1957 à 1969                |
| 1er Bataillon, The Royal Canadian Regiment                        | 1962 à 1965                |
| 2e Bataillon, The Royal Canadian Regiment                         | 1965 à 1969                |
| 3e Bataillon, The Royal Canadian Regiment                         | 1977 à 1984 et 1988 à 1993 |
| 1er Bataillon, Princess Patricia's Canadian Light Infantry        | 1964 à 1967                |
| 2e Bataillon, Princess Patricia's Canadian Light Infantry         | 1966 à 1970 et 1984 à 1988 |
| 1er Bataillon, Royal 22e Régiment                                 | 1967 à 1993                |
| 2e Bataillon, Royal 22e Régiment                                  | 1965 à 1969                |
| 1er Bataillon, The Queen's Own Rifles of Canada                   | 1960 à 1964                |
| 2e Bataillon, The Queen's Own Rifles of Canada                    | 1957 à 1959                |
| 2e Bataillon, The Black Watch (Royal Highland Regiment) of Canada | 1962 à 1965                |
| 3e Commando mécanisé, Régiment aéroporté canadien                 | 1970 à 1977                |
| Artillerie                                                        |                            |
| 1er Régiment, Royal Canadian Horse Artillery                      | 1957 à 1960 et 1967 à 1993 |
| 2e Régiment, Royal Canadian Horse Artillery                       | 1964 à 1967                |
| 3e Régiment, Royal Canadian Horse Artillery                       | 1960 à 1964                |

## Structure en 1989
- 4 CMBG Headquarters & Signal Squadron, CFB Lahr
  - 8th Canadian Hussars (Princess Louise's), CFB Lahr (77 Leopard C1, 36 M113, 20 blindés de reconnaissance Lynx (dérivé du M113), 2 M577 (dérivé du M113, 6 véhicules blindés de récupération Bergepanzer 2)
  - 1er Btn, Royal 22e Régiment, CFB Lahr (2 M577, 65 M113, 11 blindés de reconnaissance Lynx, 18 M113 TUA avec TOW, 24 M125 avec un mortier M29 de 81 mm)
  - 3rd Btn, Royal Canadian Regiment, CFB Baden-Söllingen (2x M577, 65x M113, 11 blindés de reconnaissance Lynx, 18 M113 TUA avec TOW, 24 M125 avec un mortier M29 de 81 mm)
  - 1st Regiment, Royal Canadian Horse Artillery, CFB Lahr (2 M577, 26 M109A4, 46 M113, 24 M548)
  - 4 Combat Engineer Regiment, CFB Lahr (14  M113, 2 M577, 6 M548, 9 chars du génie Badger, 6 véhicules blindés lanceurs de pont Biber)
  - 4 Service Battalion, CFB Lahr (4x M113, 2x Bergepanzer, 6x MTV-R)
  - 4 Field Ambulance, CFB Lahr
  - 4 Military Police Platoon, CFB Lahr

Le 4e Régiment de défense antiaérienne créé le 27 novembre 1987 assure la défense antiaérienne de l’ensemble des forces canadiennes en Allemagne.

## Annexe